# Тимофіївка (Джанкойський район)
Тимофі́ївка (крим. Tımofiyivka) — село Джанкойського району Автономної Республіки Крим. Населення становить 417 осіб. Орган місцевого самоврядування — Мирнівська сільська рада.

## Географія
Тимофіївка — село в центрі району, в степовому Криму, на автотрасі М18 Москва — Сімферополь, висота над рівнем моря — 22 м. Найближчі села: Новостепове і Озерне — за 1,2 кілометра на схід, Ближньогородське за 2 км на південь-схід, Рисакове за 2,5 кілометра на захід і Костянтинівка за 0,3 км на північ. Відстань до райцентру — близько 2,5 кілометра, там же найближча залізнична станція.

## Історія
Судячи з доступних історичних документів, Тимофіївка утворена на початку 1920-х років, так як на карті 1922 року ще не позначена, а, згідно з  Списку населених пунктів Кримської АРСР за Всесоюзним переписом від 17 грудня 1926 року, село Тимофіївка вже входило до складу Німецько-Джанкойської сільради Джанкойського району, в селі числилося 9 дворів, з них 8 селянських, населення становило 53 людини, їх 29 українців, 23 росіянина, 1 кримський татарин. Після утворення в 1935 році Тельманського району село, разом з сільрадою (на той час він називався просто Джанкойський) включили до його складу. 1 січня 1965 року, указом Президії Верховної Ради УРСР «Про внесення змін до адміністративного районування УРСР — по Кримській області», Тимофіївку знову включили до складу Джанкойського району . З 1979 року село в складі Мірнівської ради.

## Населення
Згідно з переписом УРСР 1989 року чисельність наявного населення села становила 192 особи, з яких 92 чоловіки та 100 жінок.
За переписом населення України 2001 року в селі мешкало 417 осіб.

### Мова
Розподіл населення за рідною мовою за даними перепису 2001 року:
| Мова              | Відсоток |
| ----------------- | -------- |
| кримськотатарська | 85,13 %  |
| російська         | 9,35 %   |
| українська        | 3,60 %   |
| білоруська        | 1,44 %   |
| інші              | 0,48 %   |